# Eric Martsolf
Eric Martsolf (ur. 27 lipca 1971 w Harrisburgu) – amerykański aktor telewizyjny, piosenkarz i model.

## Życiorys
Urodził się w Harrisburg, w stanie Pensylwania, gdzie w 1989 ukończył Central Dauphin High School, a następnie Dickinson College na wydziale nauk politycznych.
Śpiewał przez rok na statku wycieczkowym na Hawaje. Przez okres czterech lat był nadawcą radiowym WDCV 88.3FM, wokalistą i tancerzem w Hersheypark w Hershey, w stanie Pensylwania. Występował w Dollywood w Pigeon Forge, w stanie Tennessee. Pełnił funkcję dyrektora artystycznego eksperymentalnego teatru dla dzieci.
W dniu 13 listopada 2008 trafił do obsady opery mydlanej NBC Dni naszego życia (Days of Our Lives) jako Brady Black, którego wcześniej do roku 2005 grał Kyle Lowder.
10 października 2003 poślubił Lisę Kouchak. Mają bliźniaki: Masona Alana i Chase’a Evana (ur. 7 kwietnia 2006).

## Filmografia

### Filmy fabularne
- 2001: Cheater (The Cheater) jako Brad
- 2003: Pryszczel lekarski (Spanish Fly) jako Brick Hauser

### Seriale TV
- 2002-2008: Passions jako Luis Lopez-Fitzgerald/Liam
- 2008: Agenci NCIS (Navy NCIS: Naval Criminal Investigative Service) jako Paul Harris
- 2008-: Dni naszego życia (Days of Our Lives) jako Brady Black
- 2014: Extant: Przetrwanie jako B.E.N. (głos)